# Hobsonia florida
Hobsonia florida är en ringmaskart som först beskrevs av Hartman 1951.  Hobsonia florida ingår i släktet Hobsonia och familjen Ampharetidae.
Artens utbredningsområde är Mexikanska golfen. Inga underarter finns listade i Catalogue of Life.